# 卡伦博恩
卡伦博恩是德国莱茵兰-普法尔茨州的一个市镇。总面积4.33平方公里，总人口696人，其中男性346人，女性350人（2011年12月31日），人口密度161人/平方公里。